# Keren
Cet article concerne une Ville de l'Érythrée. Pour le district du même nom, voir Keren (district).
Keren (en tigrigna : ከረን) est la deuxième plus grande ville d'Érythrée, peuplée de 146 500 habitants. Située à cent kilomètres au nord d'Asmara, elle est le chef lieu de la région d'Anseba et du district de Keren.

## Histoire
Keren est à l'origine un village commerçant à la frontière éthiopienne, situé sur une plaine aride entre les rivières Ansaba et Barka. Son importance réside dans sa position sur la route commerciale entre Massaoua et le Soudan. Le marché est largement dominé par les commerçants d'Hirgigo, dont les céréales sont apportées pour être échangées contre des chameaux de la tribu locale des Hedareb. Parmi les marchandises vendues à Keren figurent également des tissus de coton de Sennar et d'Égypte, ainsi que de l'ivoire, des peaux, des plumes d'autruche et du maïs du Tigré et d'Amhara. Une grande partie de ces marchandises est achetée par des commerçants venant de Massaoua. Au milieu du XIXe siècle, Keren possède environ 350 huttes et environ 2 000 habitants.
Deux missionnaires lazaristes, Giuseppe Sapeto et Giovanni Stella, entreprennent une tournée missionnaire dans la région en 1851. Quatre ans plus tard, Giovanni Stella se construit une maison en pierre et établit une colonie agricole italienne dans la région après avoir obtenu une concession de terre du souverain local, Dejazmach Haylu de Hamasien. Giovanni Stella meurt en 1869, après quoi la colonie se désintègre rapidement, le gouvernement italien refusant tout soutien. L'activité missionnaire est limitée par l'empereur Yohannes IV en 1871, qui arrête les missionnaires et fait amputer les mains et les pieds des convertis.
L'année suivante, Keren et Bogos sont prises par les troupes égyptiennes sous la supervision de l'explorateur suisse Werner Munzinger, qui établit un fort sur une colline appelée Sanhit. L'instauration de la domination égyptienne est suivie d'un regain d'activité missionnaire chez les lazaristes, qui fondent une école en 1874 et construisent quelques maisons en bois et églises en 1875, avec l'aide financière du gouvernement égyptien.
Pendant la guerre égypto-éthiopienne, les Égyptiens craignent que Yohannes ne marche sur Sanhit et renforcent donc sa garnison. En octobre 1876, les Éthiopiens incendient des maisons et des villages à seulement deux heures de la colonie. Des affrontement ont lieu à une heure du fort, mais celui-ci ne sera jamais attaqué jusqu'au retrait des troupes éthiopiennes. En février 1885, les troupes égyptiennes se retirent de Keren et de Sanhit, permettant à Yohannes de saisir l'occasion et d'occuper la ville. Le contrôle éthiopien sur Keren est de courte durée, en décembre 1889, les Italiens débarquèrent à Massaoua et en profitent pour s'emparer de la ville. Keren est ainsi rattachée à l'Érythrée italienne, officiellement proclamée en 1890.
Durant de la colonisation italienne (1885-1903), Keren est le chef lieu d'un commissariat régional. On y trouve alors un tribunal régional d'appel. En 1903, Keren devient un chef lieu de région et reste un siège judiciaire.
L'arrivée des Italiens de la côte est suivie par l'émigration de milliers d'Arabes, de Juifs, de Grecs et d'Arméniens. La majorité de ces migrants assurent des activités commerciales, notamment les Grecs, ce qui contribue par exemple la construction d'une église grecque à Keren. Entre 1906 et 1916, les Italiens construisent le bâtiment administratif, conçu par Feyorcardo Vitorio. Ce bâtiment est construit à une époque considérée comme la période de modernisation de la ville. Jacobo Givonti, un homme d'affaires italien, construit l'actuelle Banque Commerciale en 1916. Le Cinéma Impero et les complexes résidentiels du quartier sont construits la même année. Plus tard, avec la montée du fascisme en Italie, la Caza Del Fache et la Caza Del Majori sont construites en 1920 pour servir respectivement de lieux de loisirs et de résidence aux colons italiens de la ville.
En 1911, la voie ferrée est construite pour relier Asmara et Massaoua, celle-ci est prolongée jusqu'à la ville de Keren. En 1918, une gare est construite dans la ville. En 1920, la gare commence à desservir les habitants de la région, ce qui favorise le développement de l'agriculture locale. La construction de la voie ferrée et de la gare contribue également de manière essentielle à la croissance de la ville.

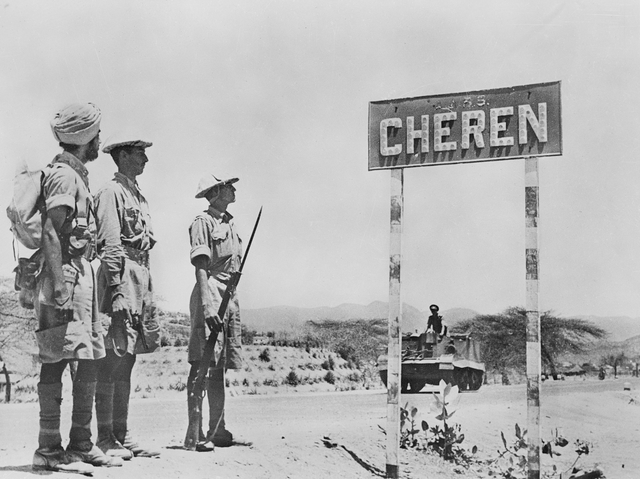
Des troupes indiennes se tiennent à côté d'un panneau Cheren (Keren), en mai 1941.

La ville est le théâtre d'une importante bataille entre les troupes italiennes et britanniques. Keren est prise par les Britanniques le 27 mars 1941 durant la bataille de Keren. Il existe un lieu appelé Tenkuluhas, nommé d'après les combats entre les Italiens et les Britanniques dans la région, son nom vient de la langue Bilen et signifie "l'endroit où les soldats des forces gigantesques sont anéantis".
Au cours de la guerre d'indépendance de l'Érythrée, Keren est occupée une première fois par le Front populaire de libération de l'Érythrée en 1978. Elle est ensuite contrôlée par les Éthiopiens jusqu'en 1991.

## Économie
La ville s'est développée autour de la ligne du chemin de fer érythréen, qui l'atteint en 1912 avant d'être prolongée jusqu'à Agordat en 1920. Elle est aujourd'hui démantelée au-delà d'Asmara.

## Patrimoine
Parmi les attractions de la ville, on trouve 
- le Tigu (un fort égyptien du XIXe siècle),
- la chapelle Sainte Maryam Dearit, située dans un baobab,
- l'ancienne gare de chemin de fer des années trente,
- les cimetières des armées italienne et britannique,
- les marchés locaux,
- le monastère de Debra Sina, établi au XVIe siècle à proximité de Keren, est connu pour ses habitations troglodytes.

## Galerie

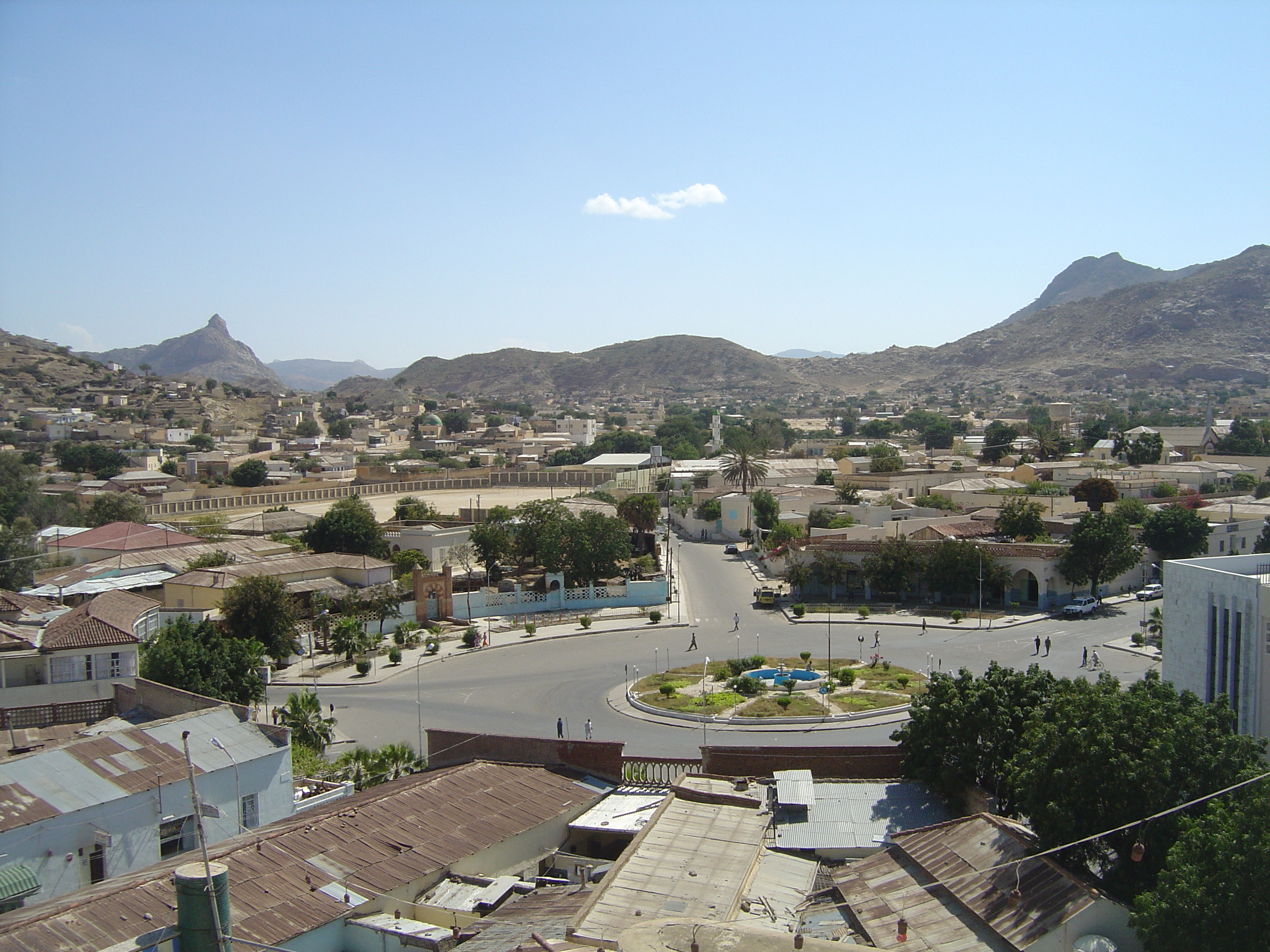
Vue de la ville en 2008.
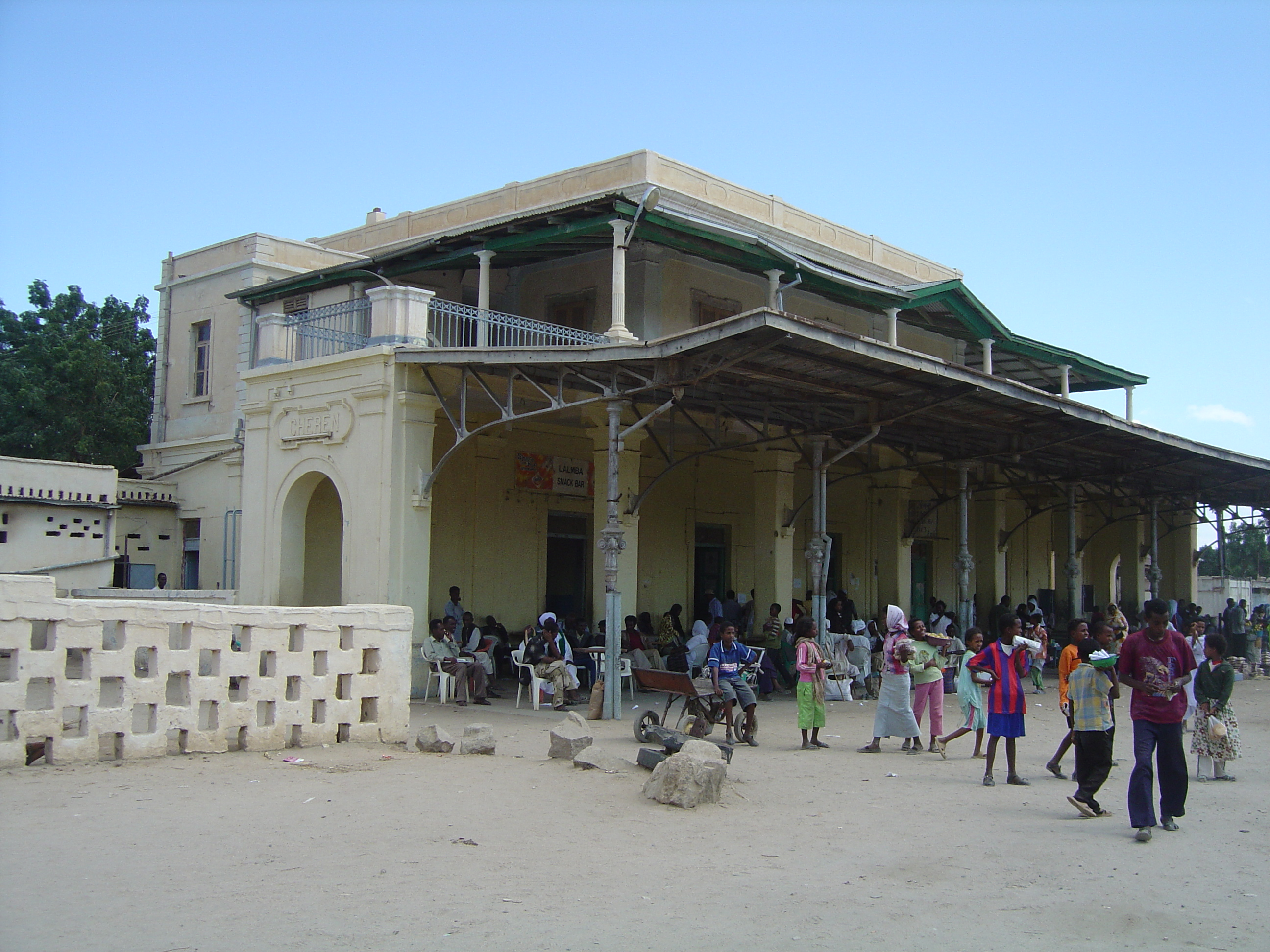
Ancienne gare de la ville.
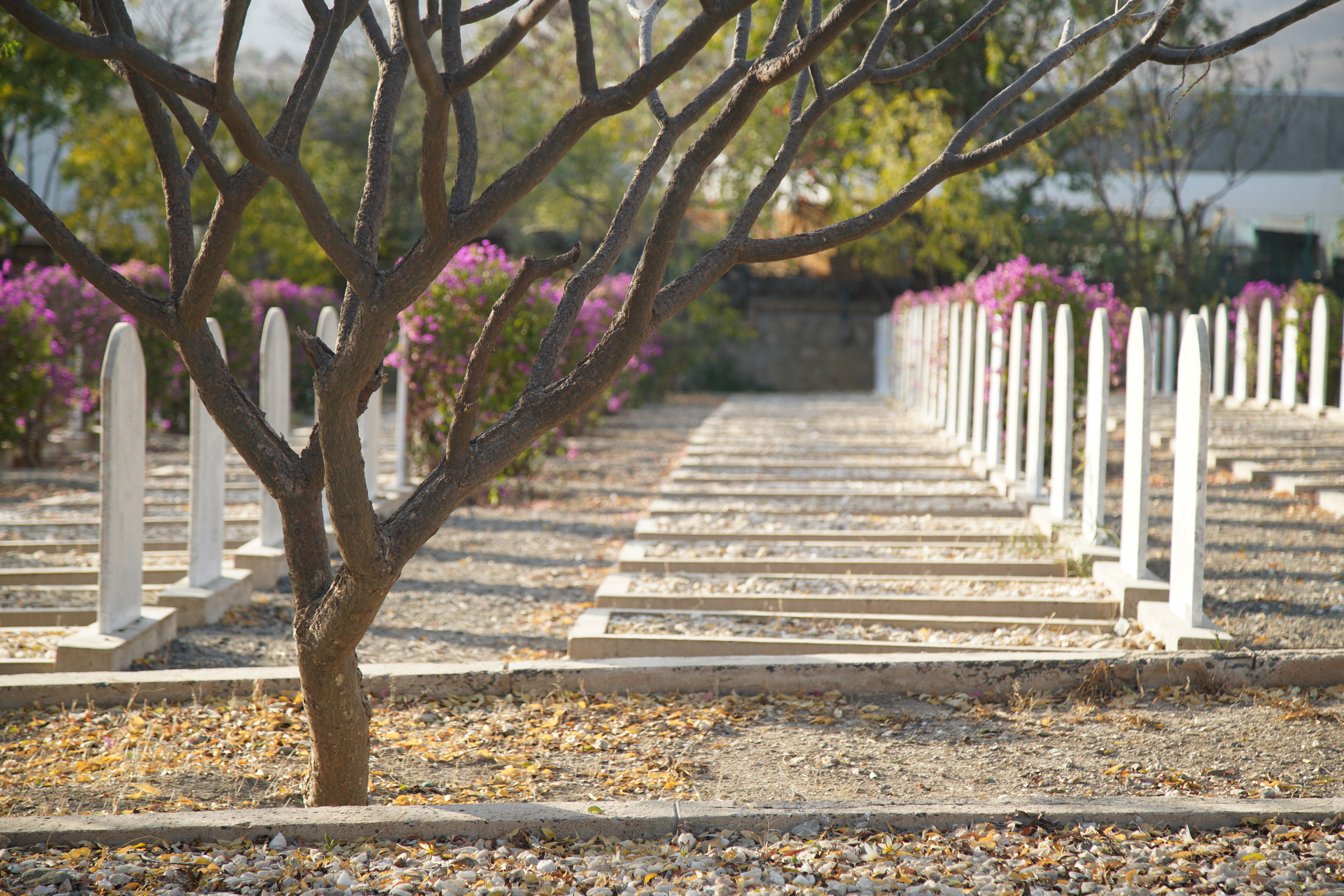
Cimetière militaire italien de Keren.
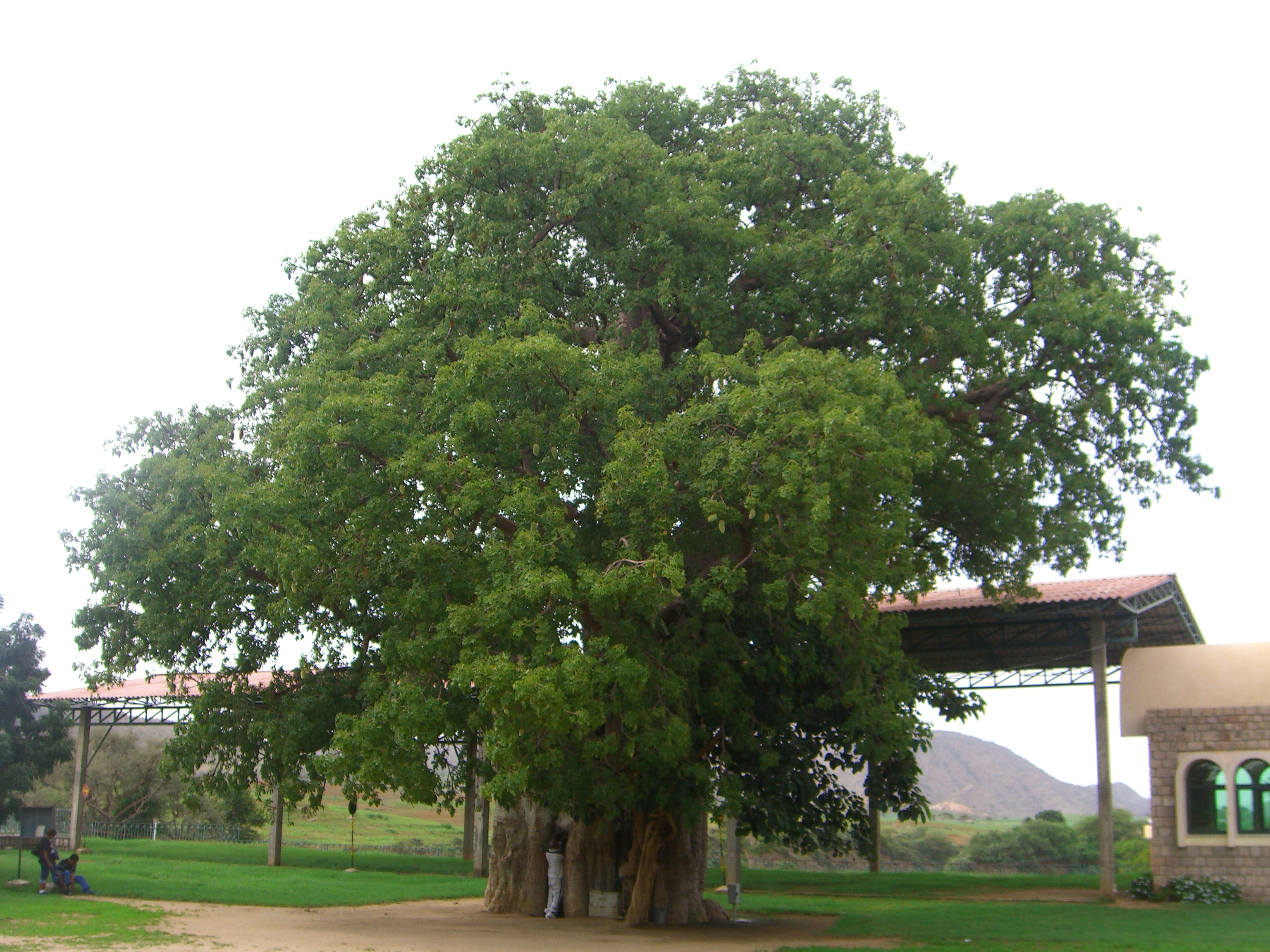
La chapelle Sainte Maryam Dearit, creusée dans un baobab.
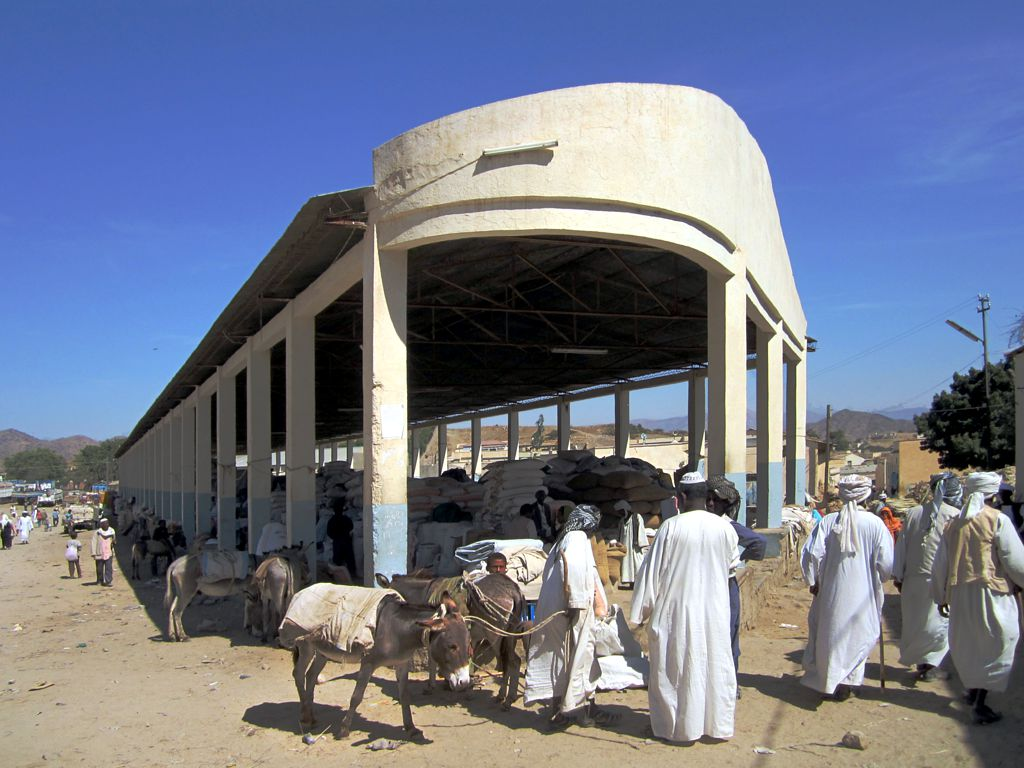
Marché au grain de la ville.
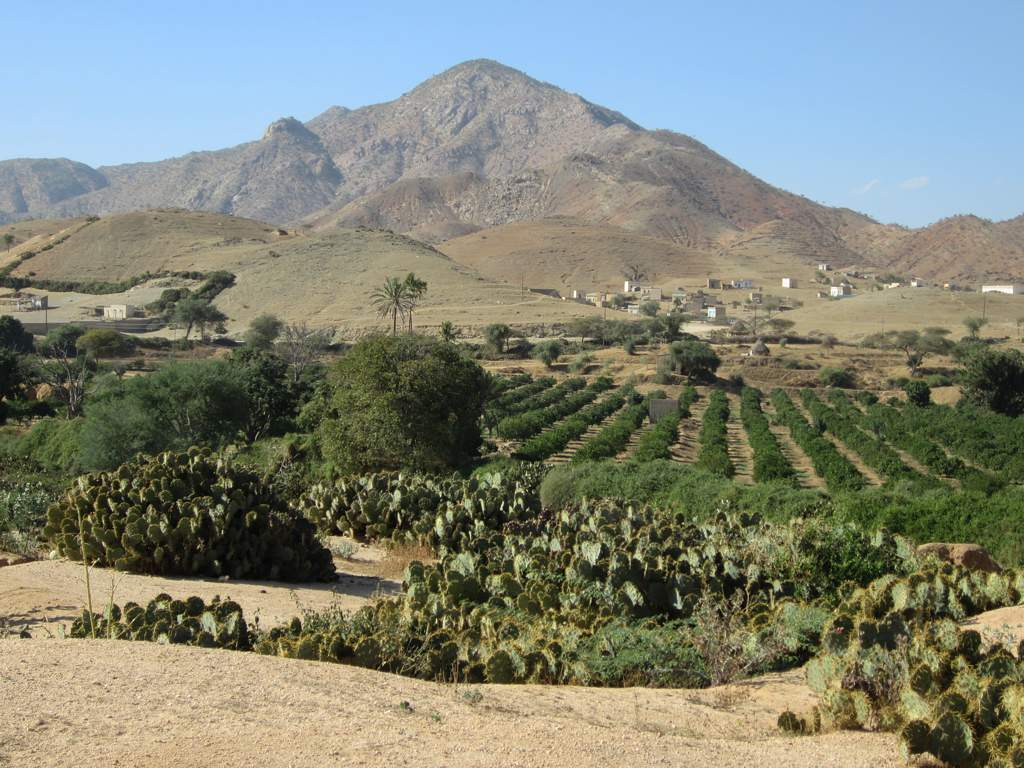
Culture de cactus et de citronnier près de la ville.